# Cascade de Valaste
La cascade de Valaste (estonien : Valaste juga) est une chute d'eau d'Estonie.

## Description
Avec 30 m de chute, il s'agit de la plus haute chute d'eau d'Estonie, ainsi que des régions avoisinantes. 
Elle est située entre Ontika et Valaste dans la commune de Toila, dans l'est de pays, et est provoqué par un ruisseau qui coule par dessus le klint Baltique à proximité de la côte du golfe de Finlande.
La cascade n'est pas naturelle, mais son eau provient du fossé de drainage de Kaasikvälja, ou du ruisseau Valaste, que les habitants appellent Suurkraavi, car le lit du ruisseau a été élargi à plusieurs reprises pour évacuer l'excès d'eau. Le fossé de drainage atteint jusqu'à 5 mètres de profondeur à son embouchure.

## Galerie

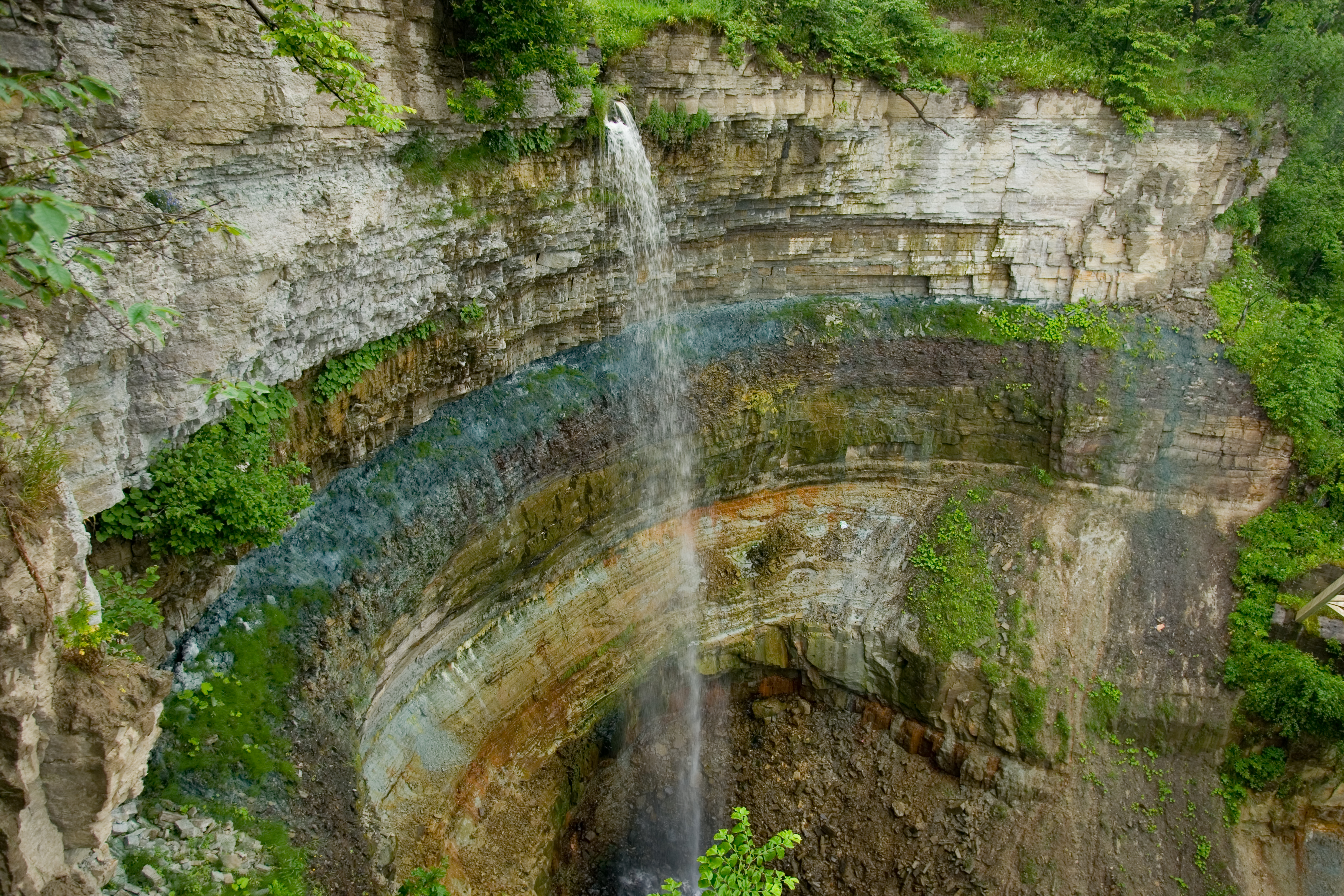
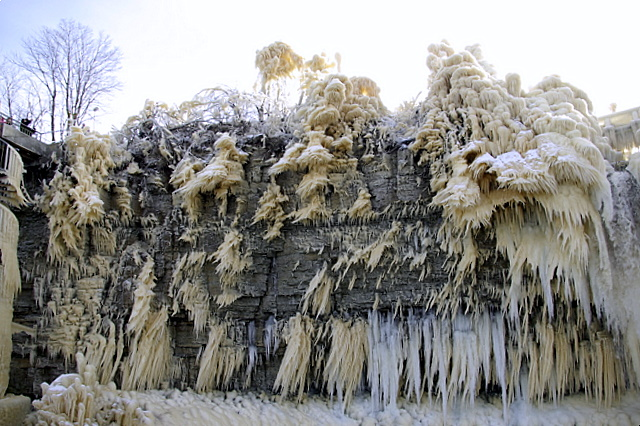
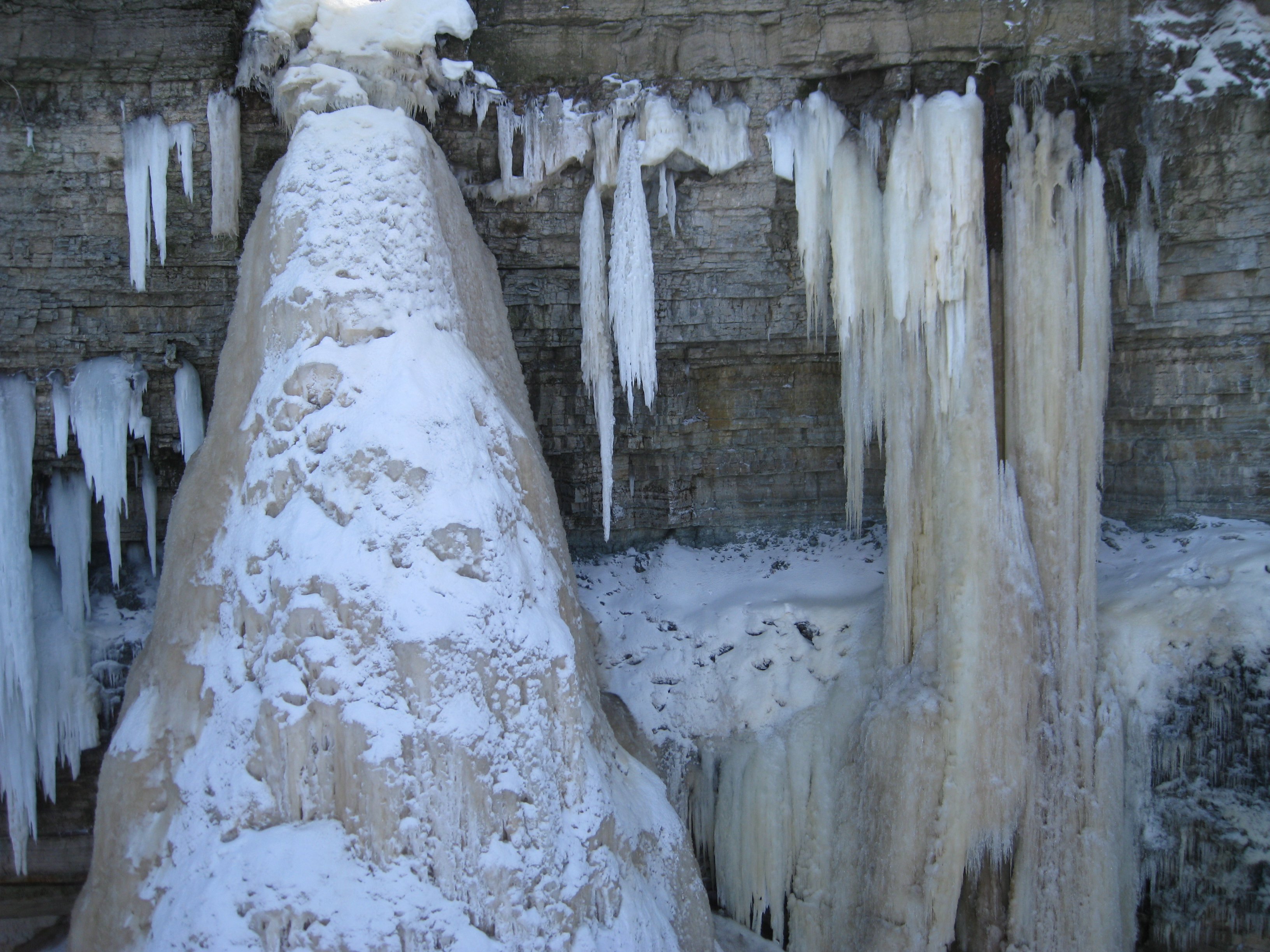